# HiHi Jets
HiHi Jets（ハイハイジェッツ）は、かつてSTARTO ENTERTAINMENTに所属していたジュニア内の4人組男性アイドルグループである。結成当時のグループ名HiHi Jet（ハイハイジェット）は、ジャニー喜多川が初期メンバーの頭文字と「Johnny's entertainment team」とって命名したもの。リーダーは井上瑞稀。ファンネームは「H・A・F」（ハフ、「HiHi」のH、 「Accelerate」〈英語で「加速する」という意味〉のA、「Famiglia」〈イタリア語で「家族」という意味〉のF）。

## メンバー

### 活動終了時のメンバー
公式サイトのプロフィールをもとに作成。
| 名前                         | 生年月日               | 出身地   | 血液型 | メンバーカラー | 入所日        | 備考                                                         |
| ---------------------------- | ---------------------- | -------- | ------ | -------------- | ------------- | ------------------------------------------------------------ |
| 橋本涼 （はしもと りょう）   | 2000年10月30日（24歳） | 神奈川県 | O型    | 青             | 2009年7月19日 | 2025年2月16日より、新グループ『B&ZAI』へ加入。               |
| 井上瑞稀 （いのうえ みずき） | 2000年10月31日（24歳） | 神奈川県 | AB型   | 赤             | 2009年10月3日 | リーダー 2025年2月16日より、新グループ『KEY TO LIT』へ加入。 |
| 猪狩蒼弥 （いがり そうや）   | 2002年9月20日（22歳）  | 東京都   | A型    | 緑             | 2013年6月16日 | 2025年2月16日より、新グループ『KEY TO LIT』へ加入。          |
| 作間龍斗 （さくま りゅうと） | 2002年9月30日（22歳）  | 神奈川県 | O型    | 紫             | 2013年2月11日 | 2025年2月16日より、新グループ『ACEes』へ加入。               |

### 旧メンバー
| 名前                             | 生年月日               | 出身地   | 血液型 | メンバーカラー  | 入所日        |
| -------------------------------- | ---------------------- | -------- | ------ | --------------- | ------------- |
| 岩﨑大昇 （いわさき たいしょう） | 2002年8月23日（22歳）  | 神奈川県 | O型    |                 | 2015年5月2日  |
| 羽場友紀 （はば ゆうき）         | 2000年7月5日（25歳）   | 神奈川県 | O型    |                 | 2009年7月20日 |
| 五十嵐玲央 （いがらし れお）     | 2001年3月13日（24歳）  | 埼玉県   |        |                 | 2012年6月     |
| 浮所飛貴 （うきしょ ひだか）     | 2002年2月27日（23歳）  | 愛知県   | B型    |                 | 2016年4月11日 |
| 髙橋優斗 （たかはし ゆうと）     | 1999年11月15日（25歳） | 神奈川県 | A型    | 白（旧 ピンク） | 2015年5月2日  |

## メンバー変遷
2015年10月23日雑誌『Myojo』2015年12月号発売時
「HiHi JET」として誌面掲載。
- 橋本涼、井上瑞稀、羽場友紀、猪狩蒼弥、岩﨑大昇

2015年10月26日 -
「HiHi Jet」の結成披露。
- 橋本涼、井上瑞稀、羽場友紀、猪狩蒼弥

2016年7月 -
「HiHi Jets」とユニット名を変えて活動。
- 橋本涼、井上瑞稀、羽場友紀、猪狩蒼弥、髙橋優斗、作間龍斗、五十嵐玲央、浮所飛貴

2016年9月 -
再び、ユニット名を「HiHi Jet」に戻し活動。
- 橋本涼、井上瑞稀、猪狩蒼弥、髙橋優斗

2018年2月22日 -
3月から「HiHi Jets」に改名。
- 橋本涼、井上瑞稀、猪狩蒼弥、髙橋優斗、作間龍斗

2024年10月1日 -
髙橋が脱退。
- 橋本涼、井上瑞稀、猪狩蒼弥、作間龍斗

## 来歴
2015年10月23日発売の雑誌『Myojo』12月号で、5人組の新グループ ・HiHi JET（ハイハイジェット）結成を発表。10月26日『JOHNNYS' World』の制作会見にメンバーの橋本と井上が出席。ローラースケートが得意な4人（橋本・井上・羽場・猪狩）による新ユニットHiHi Jetがお披露目される。
2016年7月14日に行われた『テレビ朝日・六本木ヒルズ 夏祭り SUMMER STATION開幕直前イベント』でHiHi JetからHiHi Jetsにユニット名が変わり、新たに髙橋優斗がメンバーとして出演していることが報じられた。また、7月20日から行われた『サマステ ジャニーズキング』も、同グループ名でメンバーに作間龍斗、浮所飛貴、五十嵐玲央が加入した8人で出演した。同年9月6日に行われた『JOHNNYS' ALL STARS IsLAND』の制作発表にHiHi Jetとして橋本・井上・猪狩・髙橋が参加。同公式HPでもユニット名が記載されているのは前述の4人のみになっていることが確認できた。並行して『DREAM BOYS』『少年たち 危機一髪!』にも同4人で出演し『DREAM BOYS』ではMr.KINGの髙橋海人を加え、期間限定ユニット・Johnny's5も結成した。
2017年夏の『テレビ朝日・六本木ヒルズ 夏祭り SUMMER STATION』で東京B少年と共に出演アシスタントレポーターを務めた。
2018年2月22日、4月より東京B少年と舞台『ジャニーズ銀座2018』を上演することが決定。同時に会見にて作間のグループ加入が発表された。また3月5日時点でグループがHiHi Jetsへ改名。4月29日 - 6月3日、毎回約7組のJr.グループが交代で出演している『ジャニーズ銀座』に東京B少年と2組で出演。51公演分のチケットは数分で完売。6月5日昨年応援アシスタントをつとめた『テレビ朝日・六本木ヒルズ 夏祭り SUMMER STATION』に2018年は東京B少年と共に応援サポーターとして就任。イベントの一環で開催された公演「夏祭り！裸の少年」の全59公演、約11万席のチケットも即日完売した。
2019年4月1日スタート『爆丸バトルプラネット』でOPテーマ「情熱ジャンボリー」とEDテーマ「Be my story」を、7月20日スタート『恋の病と野郎組』で主題歌「ZENSHIN」を担当。
同年9月10日、メンバーの橋本・作間の年内の活動自粛が決定。高校生である作間は学業を優先とし、両名共に社会貢献活動と事務所が設定した課題に取り組んだ。2020年1月2日に行われた『JOHNNYS' IsLAND』囲み会見の際、髙橋から1日より橋本と作間が活動を再開したことを報告した。
2021年7月30日、ジャニーズJr.チャンネルで自身初の生配信を実施し、井上がリーダーに就任。8月18日の配信でファンネーム「H・A・F（はふ）」に決定した。同年11月20日・21日に国立代々木競技場第一体育館で初の単独アリーナクラスでのコンサートを開催した。
2022年4月、グループとして初主演をつとめる『全力!クリーナーズ』が放送された。
2024年9月19日、ジュニア公式サイトより髙橋が10月1日午前0時をもって事務所を退所、グループを脱退することが発表された。9月30日には高橋が最後のブログでファンへの感謝をつづり、Xではメンバーの橋本がファンクラブサイトのブログで考案した「#ゆうぴー愛してるぞ」がトレンド1位を獲得し、「#HiHi Jets愛してるぞ」「#高橋優斗」も上位に並んだ。
2025年2月16日、新グループ結成の発表により事実上の解散となった。

## ディスコグラフィ

### 映像作品
|     | 発売日         | タイトル                                | 形態     | 規格品番     | 備考                                               |
| --- | -------------- | --------------------------------------- | -------- | ------------ | -------------------------------------------------- |
| 1st | 2022年6月30日  | HiHi Jets Concert 2021〜五騎当千〜      | 2DVD     | JIBA-0035/36 | Johnnys' ISLAND STORE ONLINE限定受注生産販売商品   |
| 2nd | 2022年12月24日 | Spring Paradise 〜CRUSH THE FRONTLINE〜 | 2DVD     | JIBA-0040/41 | Johnnys' ISLAND STORE ONLINE限定受注生産販売商品   |
| 3rd | 2024年9月13日  | HiHi Jets Arena Tour 2023 BOOOOOST!!    | 2DVD     | LCBA-0058/9  | ×××××.POP UP STOREオンライン限定・受注生産販売商品 |
| 3rd | 2024年9月13日  | HiHi Jets Arena Tour 2023 BOOOOOST!!    | 2Blu-ray | LCXA-0008/9  | ×××××.POP UP STOREオンライン限定・受注生産販売商品 |
| 4th | 2025年3月28日  | HiHi Jets Arena Tour 2024 BINGO         | 2DVD     | LCBA-0060/1  | ファミクラストアオンライン限定・受注生産販売商品   |
| 4th | 2025年3月28日  | HiHi Jets Arena Tour 2024 BINGO         | 2Blu-ray | LCXA-0010/1  | ファミクラストアオンライン限定・受注生産販売商品   |

## オリジナル曲
JASRAC公式サイトの「作品データベース検索サービス」で、アーティスト名に「HiHi Jet」「HiHi Jets」を含む楽曲の検索結果をもとに記述。
- HiHi Jet[注釈 3][58]（詞：セリザワケイコ、曲：MiNE / Atsushi Shimada / Cristofar Erixon） - JASRAC作品コード：1I4-1392-1
- HiHi Jet to the moon[注釈 3][58]（詞：セリザワケイコ、曲：MiNE /  Atsushi Shimada / Cristofar Erixon） - JASRAC作品コード：1I4-1439-1
- HiB HiB dream[59]（詞：ENA☆ 曲：ERIXON CHRISTOFER JONAS ROBIN / MELIN JOSEF MATTIAS /TAKUYA HARADA） - JASRAC作品コード：1L0-3427-8。東京B少年との曲[59]。
- だぁ〜くねすどらごん[60]（作詞・作曲：HiHi Jets）- JASRAC作品コード：268-7031-2。HiHi Jetsの紹介ソング[60]。
- みなみなサマー[61]（詞：夏ノ芹子 / Satomi、Rap詞：THE GARRY 、曲：馬飼野康二） - JASRAC作品コード：238-5418-9｡東京B少年との曲[62]
- baby gone[63]（詞：MiNE、曲：MELIN JOSEF MATTIAS）- JASRAC作品コード：1M3-2094-1
- Beast[64]（詞：MiNE、曲:MiNE  / MARCUS MARIA) - JASRAC作品コード：1M3-2260-9
- 情熱ジャンボリー（詞：MiNE、曲：川口進/MiNE /Atsushi Shimada、編曲︰Atsushi Shimada）[65] - JASRAC作品コード：244-7836-9
- Be my story[65]（詞・曲：中村崇人） - JASRAC作品コード：247-3326-1
- おいで、Sunshine![66]（詞：高木誠司、曲：DR.DALMATIAN） - JASRAC作品コード：246-6330-1。美 少年との曲。
- ZENSHIN[67]（詞・曲：久下真音） - JASRAC作品コード：248-7745-0
- Eyes of the future[68]（詞：AKIRA、曲：LAURIDSEN CHRISTOFFER/OEHRN ANDREAS/SMITH HENRIK MARTIN） - JASRAC作品コード：1N5-4898-8
- Make You Wonder[69]（詞：Atsushi Shimada、曲：Atsushi Shimada/Fredrik"Figge"Bostrom/Lars Safsund/川口進） - JASRAC作品コード：1N6-0694-5
- FIGHT BACK（詞：MiNE、曲：MiNE/XISCO）- JASRAC作品コード：251-0119-6
- COMPLETE（詞:Astushi Shimada、曲:Atsushi Shimada/草川瞬/NORDQVIST ALBIN HALVAR OLAUS） - JASRAC作品コード：1N9-3000-9
- サヨナラの方程式[70]（詞：MIYAKEI、曲：大智/児山啓介） - JASRAC作品コード：253-2186-2
- 駆ける（詞・曲：中野領太） - JASRAC作品コード:253-7571-7
- ドラゴンフライ[71]（詞：高崎卓馬、曲：中野領太） - JASRAC作品コード：258-8240-6
- 青にDIVE[72]（詞：コバヤシユウジ、曲：コバヤシユウジ/宮田“レフティ”リョウ） - JASRAC作品コード：262-5592-8
- High Beat[73]（詞：MiNE、曲：MiNE /川口進、Atsushi Shimada）- JASRAC作品コード：265-5289-2。美 少年との曲。
- Over Again[74]（詞：nozomi*/MiNE、曲：LIDBOM ERIK GUSTAF）- JASRAC作品コード：1P9-3582-2。美 少年との曲。
- FRONTLINE[75]（詞：セリザワケイコ、曲：NORDQVIST ALBIN HALVAR OLAUS、ATSUSHI SHIMADA、MINE）- JASRAC作品コード：1Q2-9135-0
- STEP BY STEP〜明日の匂い〜[76]（詞：高崎卓馬、曲：UNO BLAQLO） - JASRAC作品コード：268-9632-0
- INSTINCT[77]（詞：宮崎楓 / ROUNO、曲：ROUNO） - JASRAC作品コード：270-8502-3
- Pika Pika[78]（詞・曲：大西省吾） - JASRAC作品コード：272-1293-9
- 未来SUNRISE[79]（詞・曲：佐原康太 / 川口進） - JASRAC作品コード：274-0484-6。美 少年との曲
- JET[80]（詞：CLAUDE S、曲：Takuya Harada･BURGRUST RICARDO M･Kento Takeda） - JASRAC作品コード：1Q6-3983-6
- CEO[81]（詞：Atsushi Shimada、曲：RAAY・PILETIC ANEJ・坂室賢一） - JASRAC作品コード：1R2-2151-7
- Drop Music[82]（詞：セリザワケイコ、曲：OHRN ANDREAS JAKOB ERIK･Semelius Christoffer） - JASRAC作品コード：1R2-6410-1
- NEVER STOP -DREAMING-[83]（詞：西寺郷太、曲：大樋ゆう大 / 西寺郷太） - JASRAC作品コード：282-9672-9
- ロベリア[84] （詞・曲：RYO LEFTY MIYATA） - JASRAC作品コード：286-1151-9
- BOOOOOST UP!!!!![85]（詞：セリザワケイコ、曲：OEHRN ANDREAS JAKOB ERIK / SMITH HENRIK MARTIN / ATSUSHI SHIMADA ） - JASRAC作品コード：1S3-9566-8
- 純情ウォーアイニー[86]（詞：玉谷友輝、曲：YOUTH CASE） - JASRAC作品コード：285-6778-1
- となり[87]（詞：YUUKI SANO、曲：YUUKI SANO・野口大志）[88] - JASRAC作品コード：292-6573-8
- Hi Hi Let's go now（詞：セリザワケイコ、曲：コモリタミノル）[89] - JASRAC作品コード：292-6574-6
- TODAY[90] (詞：KENTZ, Kaz Kuwamura, YUKI 曲 : Jonathan Bratthall Tideman, Alex Karlsson, Adamame) - JASRAC作品コード：1T4-5314-9

## タイアップ
| 曲名                       | タイアップ                                                                                |
| -------------------------- | ----------------------------------------------------------------------------------------- |
| 情熱ジャンボリー           | テレビ東京系アニメ『爆丸バトルプラネット』オープニングテーマ                              |
| Be my story                | テレビ東京系アニメ『爆丸バトルプラネット』エンディングテーマ                              |
| サヨナラの方程式           | テレビ東京系アニメ『爆丸バトルプラネット』エンディングテーマ                              |
| ZENSHIN                    | BS日テレドラマ『恋の病と野郎組』主題歌 日本テレビ系ドラマ『恋の病と野郎組 Season2』主題歌 |
| ドラゴンフライ             | 全国民放ラジオ99局＆radiko共同企画 青春ラジオ小説『オートリバース』主題歌                 |
| 青にDIVE                   | テレビ東京系ドラマ『DIVE!!』主題歌                                                        |
| STEP BY STEP〜明日の匂い〜 | JNNネットワーク5局連合キャンペーン『HiHi FUTURE project』キャンペーンソング               |
| Pika Pika                  | ABCテレビドラマ『全力!クリーナーズ』主題歌                                                |
| NEVER STOP -DREAMING-      | ORTR by ORiental TRaffic「日常を、もっと自由に。」編 TVCMソング                           |
| ロベリア                   | テレビ東京系ドラマ『なれの果ての僕ら』主題歌                                              |
| 純情ウォーアイニー         | テレビ東京系アニメ『フェ〜レンザイ -神さまの日常-』オープニングテーマ                     |
| となり                     | 日本テレビ系ドラマ『君が死ぬまであと100日』主題歌                                         |
| Hi Hi Let's go now         | テレビ東京『HiHi JetsのHiしか言いません!』主題歌                                          |

## 出演

### 舞台
- JOHNNYS' World（2015年12月11日　- 2016年1月27日、帝国劇場）[93]
- ジャニーズ銀座2016（2016年4月29日 - 5月1日、シアタークリエ）[94][95] - HiHi Jet & Classmate J[96]
- DREAM BOYS（2016年9月3日 - 30日、帝国劇場） - Johnny's5 役[31]
- 少年たち 危機一髪!（2016年9月4日 - 28日、日生劇場） - 『DREAM BOYS』と掛け持ちのため、2幕前半の劇中にのみ出演[30]
- JOHNNYS' ALL STARS IsLAND（2016年12月3日 - 2017年1月24日、帝国劇場）[27]
- ジャニーズ銀座2017[97]（2017年4月29日 - 5月5日[98]、シアタークリエ） - 東京B少年と合同公演[注釈 4]
- JOHNNYS' YOU&ME IsLAND（2017年9月6日 - 30日、帝国劇場）[100]
- JOHNNYS' Happy New Year IsLAND（2018年1月1日 - 1月27日、帝国劇場）
- 滝沢歌舞伎2018（2018年4月5日 - 5月13日、新橋演舞場）[101]
- ジャニーズ銀座2018〜ボクたちの作るジャニカルとスペシャルショータイム〜（2018年4月29日 - 6月3日、シアタークリエ） - 東京B少年と合同公演[3][102]
- DREAM BOYS（2018年9月6日 - 30日、帝国劇場）[注釈 5]
- JOHNNYS' King & Prince IsLAND（2018年12月6日 - 2019年1月27日、帝国劇場）[104]
- ジャニーズ銀座2019 Tokyo Experience（2019年5月13日 - 26日、シアタークリエ）[105][106]
- DREAM BOYS（2019年9月3日 - 27日、帝国劇場）[107][注釈 6]
- JOHNNYS' IsLAND（2019年12月8日 - 2020年1月27日、帝国劇場）[109][注釈 7]
- 少年たち 君にこの歌を（2021年9月5日 - 27日、新橋演舞場） - 美 少年と主演[110]
- JOHNNYS' IsLAND THE NEW WORLD（2022年1月1日 - 19日[注釈 8]、帝国劇場）[77]
- 少年たち あの空を見上げて（2022年9月11日 - 10月13日、新橋演舞場 / 10月28日 - 11月6日、御園座） - 美 少年と主演[82][113]
- JOHNNYS' World Next Stage（2023年1月1日 - 26日、帝国劇場）[83][114]
- 帝国劇場 2024年新春公演 Act ONE（2024年1月1日 - 27日、帝国劇場）[115][116]

### テレビ番組
- ザ少年倶楽部（2015年 - 2023年、NHK BSプレミアム）[117]
- ジャニーズJr.dex（2017年11月21日 - 2018年3月3日、フジテレビ）[118]
- 裸の少年→♯裸の少年（2018年6月9日 - 2023年11月4日、テレビ朝日）[119][120][121]
- 真夏の少年 〜僕たちジャニーズJr.です〜（2019年9月1日、テレビ朝日）[122]
- Hi美がとにかくやってみた！（2023年2月25日、テレビ東京）[123]
- 1クールジャ終われない!（2023年4月15日 - 7月9日、テレビ東京）[124][125]
  - もう1クールでハイ上がれ！（2023年7月16日 - 9月30日、テレビ東京）[126][127]
  - HiHi JetsのHiしか言いません!（2023年10月7日 - 2024年12月21日、テレビ東京）[128]

### イベント
- “東京ドームに全員集合” みんなにサンキュー！ジャニーズ野球大会（2016年4月13日、東京ドーム）[129]
- 「テレビ朝日・六本木ヒルズ 夏祭り SUMMER STATION」開幕直前イベント（2016年7月14日、テレビ朝日本社7F屋上テラス）橋本・井上・猪狩・髙橋[25]
- ジャニーズ大運動会2017（2017年4月16日、東京ドーム）[130]
- 「テレビ朝日・六本木ヒルズ夏祭りSUMMER STATION」開幕直前ライブイベント（2018年7月12日、六本木ヒルズアリーナ）[131]
- マイナビオールスターゲーム2019 ファーストピッチセレモニー（2019年7月12日、東京ドーム）[132]
- Rakuten GirlsAward 2023 SPRING/SUMMER（2023年5月4日、国立代々木競技場第一体育館） - シークレットゲスト[133]

### コンサート
- サマステ ジャニーズキング［Mr.KING・HiHi Jets・Classmate J］（2016年7月20日 - 24日、8月3日 - 5日、8月26日 - 28日、EXシアター六本木）[57][134]
- ジャニーズJr.祭り（2017年3月24日 - 26日、横浜アリーナ / 4月8日 - 9日、さいたまスーパーアリーナ）[135][136]
- 君たちがKING'S TREASURE（2017年7月20日 - 26日、8月22日 - 27日[137]、EXシアター六本木）[59]
- お台場 踊り場 土日の遊び場（2017年11月25日・26日・12月23日・24日、お台場湾岸スタジオ特設会場） - 「HiHi B少年[注釈 9]」として[138]
- 夏祭り！裸の少年（2018年7月20日 - 26日〔HiHi Jets・東京B少年編〕・7月28日 - 8月12日〔HiHi Jets編〕、EXシアター六本木）[139]
- パパママ一番 裸の少年 夏祭り！ オープンライブ（2019年7月20日・8月17日、六本木ヒルズアリーナ）[140]
- パパママ一番 裸の少年 夏祭り！（2019年8月3日 - 23日、EXシアター六本木） - 7 MEN 侍と合同公演[141][142]
- ジャニーズJr.8・8祭〜東京ドームから始まる〜（2019年8月8日、東京ドーム）[143]
- パパママ一番 裸の少年 夏祭り！〜家族そろってGoodbye Summer〜（2019年8月24日・25日、EXシアター六本木）[141]
- Summer Paradise 2020 俺担ヨシヨシ 自担推し推し 緊急特別魂（2020年8月18日 - 20日、有料生配信）[144]
- 緊急生配信!! Johnny's World Happy LIVE with YOU Jr.祭り 〜Wash Your Hands〜（2020年8月26日、無料生配信）[145]
- Johnnys' Jr. Island FES（2020年11月28日、有料生配信）[146]
- Summer Paradise 2021（2021年7月30日 - 8月18日、TOKYO DOME CITY HALL）[147]
- Spring Paradise CRUSH THE FRONTLINE（2022年3月18日・19日、ぴあアリーナMM/ 4月23日・24日、セキスイハイムスーパーアリーナ）[148]
- Summer Paradise 2022（2022年8月2日 - 17日[注釈 10]、TOKYO DOME CITY HALL）[151]
- ALL Johnnys' Jr. 2023 わっしょいCAMP! in Dome（2023年7月16日・17日、京セラドーム大阪 / 8月19日・20日、東京ドーム）[152]
- SHOWbiz 2025（2025年1月5日 - 13日、有明アリーナ）[153][154]

### テレビドラマ
- 全力!クリーナーズ（2022年4月18日 - 6月20日、ABCテレビ） - 主演[48]

### 映画
- 映画 少年たち（2019年3月29日公開、松竹）[155]

### ネット配信
- ジャニーズJr.チャンネル → ジュニアCHANNEL（2018年3月21日 - 、YouTube） - 日曜日担当[156][157]

### サポーター・アンバサダー
- テレビ朝日・六本木ヒルズ 夏祭り SUMMER STATION（2017年7月15日 - 8月27日） - 東京B少年と共に応援アシストレポーター[158]
- 第5回 テレビ朝日・六本木ヒルズ 夏祭り SUMMER STATION（2018年7月14日 - 8月26日） - 東京B少年と共に応援サポーター[39][159]
- テレビ朝日・六本木ヒルズ夏祭りSUMMER STATION（2019年7月13日 - 8月25日） - 美 少年と共に応援サポーター[160]
- TOMORROW PROJECT「ラジオっていいね 」（日本民間放送連盟×ラジオ委員会×radiko） - アンバサダー[71][161]
- テレビ朝日・六本木ヒルズSUMMER STATION（2022年7月23日 - 8月28日） - 美 少年と共に応援サポーター[79]

### ラジオ番組
- らじらー!サタデー（2021年4月3日[162] - 2024年3月16日[163]、NHKラジオ第1放送） - 22時台MC（美 少年と7 MEN 侍と週替わりで担当）[164][注釈 11]
- HiHi JetsのオールナイトニッポンPremium（2021年11月27日、ニッポン放送）[166]
- HiHi Jetsのラジオだじぇっつ!（2022年4月1日 - 2024年12月26日、JFN各局）[167][168]

### CM
- ジャニーズアイランド&ワンダープラネット「DecoLu（デコル）」（2020年3月 - ） - WEB広告[169][170]
- ダブルエー・ORTR by ORiental TRaffic（2022年9月 - ）[注釈 12]

### MV
- Kis-My-Ft2「Sweet Melody」（2023年）[172]

## 書籍

### 写真集
- HiHiB少年[注釈 9]「GALAXY BOX」（2017年10月31日発売、集英社）ISBN 978-4-08-907060-4 [189]
- New York Photo Diary "Eternal Summer"（2024年10月29日、ファミクラストアオンライン）[190][191]

### 雑誌連載
- 朝日新聞出版『ジュニアエラ』「放課後はまかせて！ HiHi JetsにQuestion」（2022年4月号 - ）[192][193]
- ワン・パブリッシング『TV LIFE』「HiHi JetsのHiしか言わない…はずだけど!?」（2023年10月27日号 - ）[194]